# Anhydrophryne
Anhydrophryne là một chi động vật lưỡng cư trong họ Pyxicephalidae, thuộc bộ Anura. Trước đây chi này được xem là chi đơn loài Anhydrophryne rattrayi và bị đe dọa tuyệt chủng. Về sau, được bổ sung 2 loài từ chi Arthroleptella (Dawood and Stam 2006) chuyển sang:
- Arthroleptella hewitti ↔ Anhydrophryne hewitti (FitzSimons, 1947)
- Arthroleptella ngongoniensis ↔ Anhydrophryne ngongoniensis (Bishop and Passmore, 1993)

## Danh sách loài
- Anhydrophryne hewitti (FitzSimons, 1947)
- Anhydrophryne ngongoniensis (Bishop & Passmore, 1993)
- Anhydrophryne rattrayi Hewitt, 1919